# Brecha
Brecha é uma rocha clástica formada de fragmentos grandes e angulosos, em meio de uma massa de cimentação composta de material mais fino. Pode ter origem ígnea, sedimentar ou metamórfica.

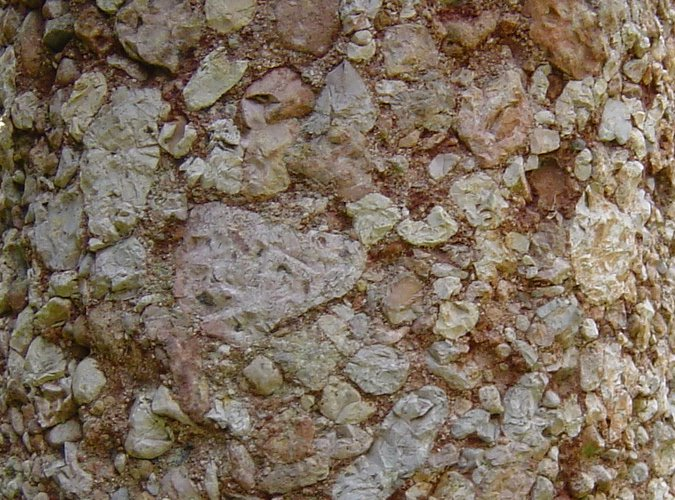
Brecha da Serra da Arrábida (Setúbal), formada por fragmentos angulosos de calcário unidos por matriz carbonática.

## Brecha da Arrábida
A brecha da Arrábida é de origem sedimentar. Trata-se de uma rocha ornamental, conhecida vulgarmente como 'mármore da Arrábida, apesar de não ser metamórfica, caracterizada pelos clastos carbonatados de diversas cores, no seio de um cimento carbonatado‐ferruginoso, que se formou há cerca de 150 milhões de anos.
A pedreira de onde era extraída foi encerrada na década de 1970, uma vez que está situada em pleno Parque Natural da Arrábida.
Como se trata de uma pedra bastante bonita depois de polida, foi utilizada como pedra ornamental, principalmente nas igrejas e capelas de Setúbal.
O momento mais significativo da aplicação da brecha da Arrábida em grandes edifícios teve lugar no início do século XVI, no reinado de D. Manuel I. Destacam-se as aplicações na Igreja do antigo Mosteiro de Jesus, de Setúbal, na Sé do Funchal, no Palácio de Santos, em Lisboa,  no Palácio da Pena, em Sintra, e na Igreja de São José, em Lisboa.
Actualmente, ainda é utilizada pelos organismos de Setúbal nas placas inaugurais.

## Galeria

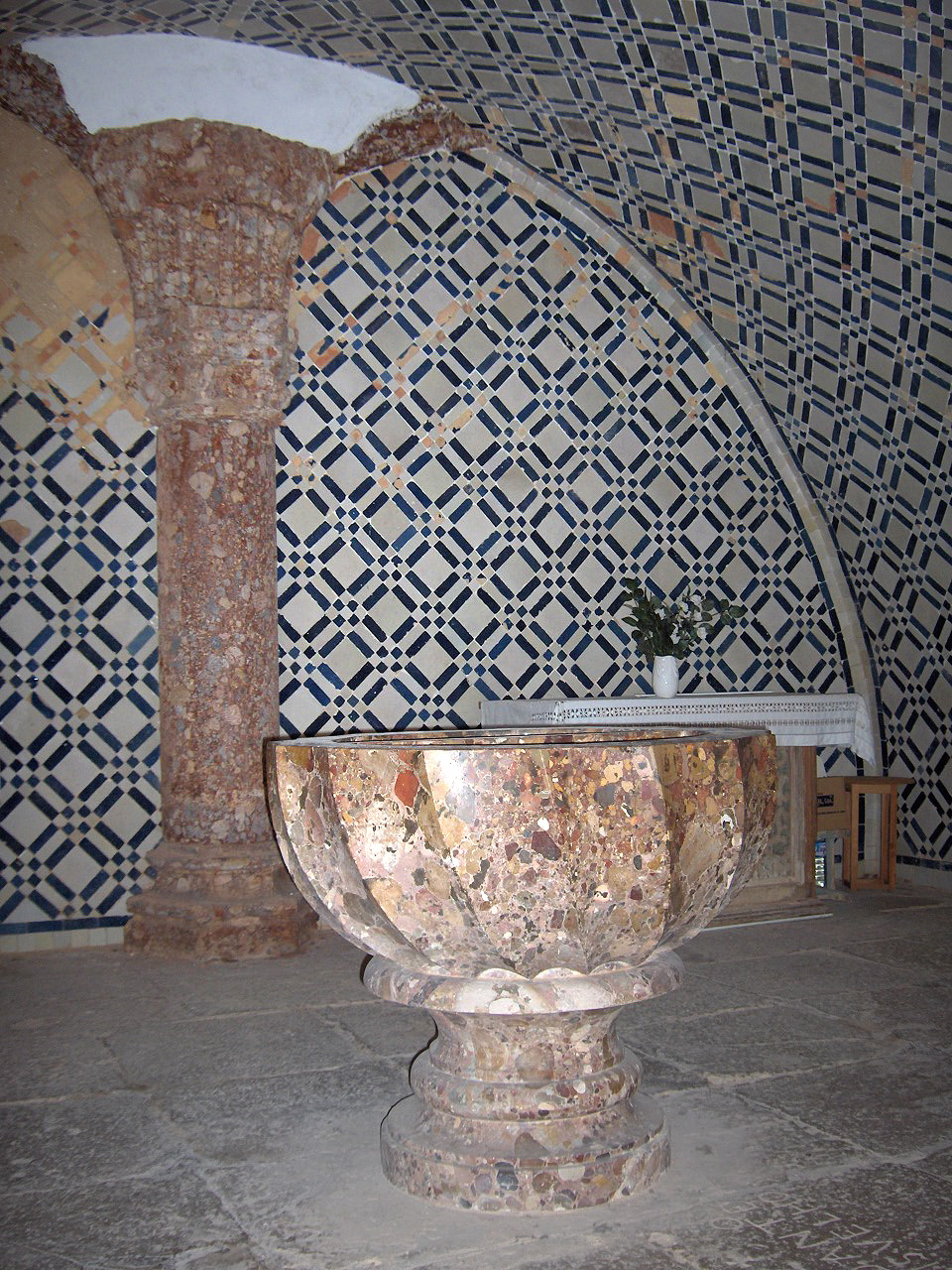
Pia baptismal da Igreja do antigo Convento de Jesus, feita de brecha.
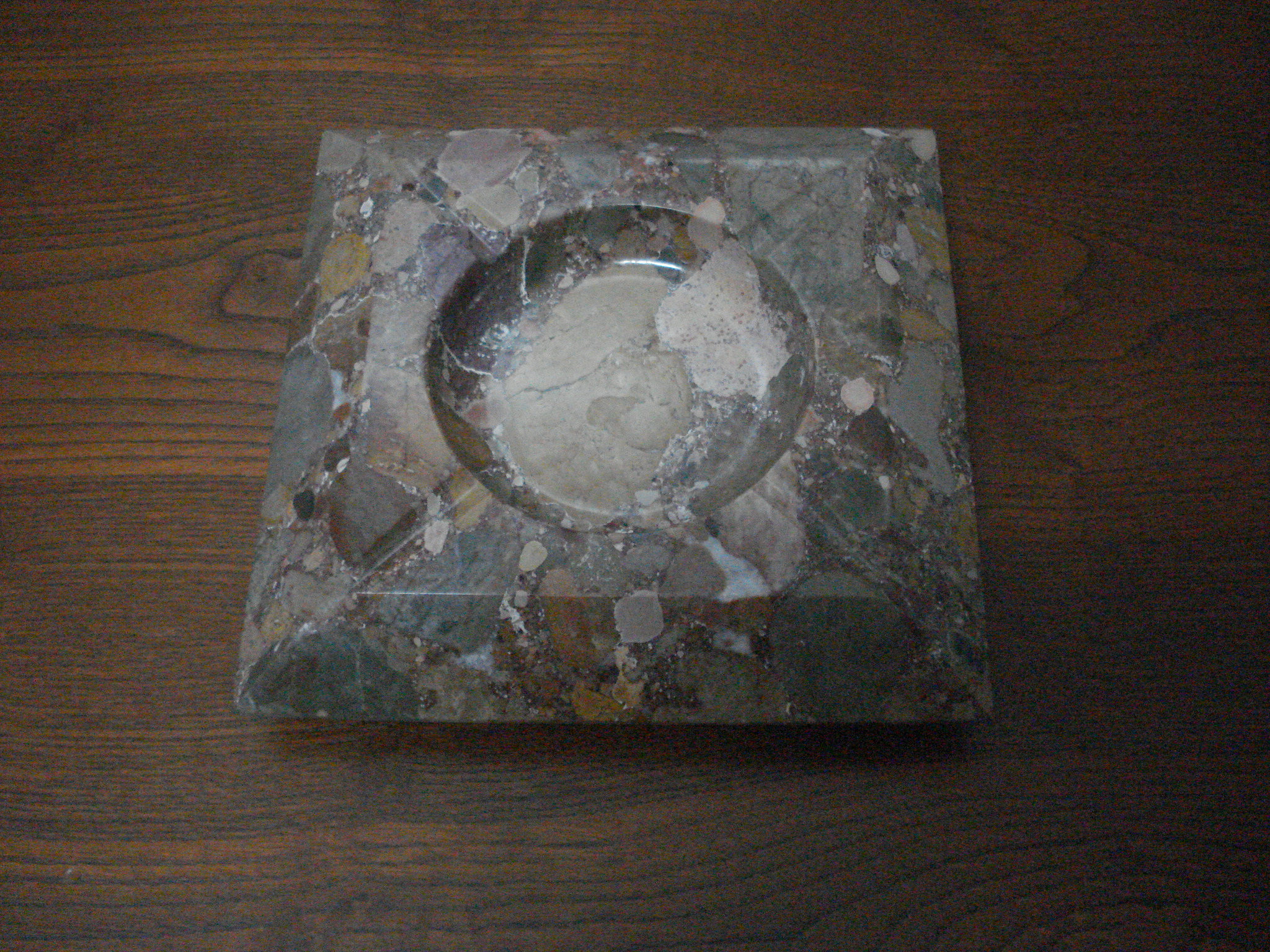
Cinzeiro feito de brecha
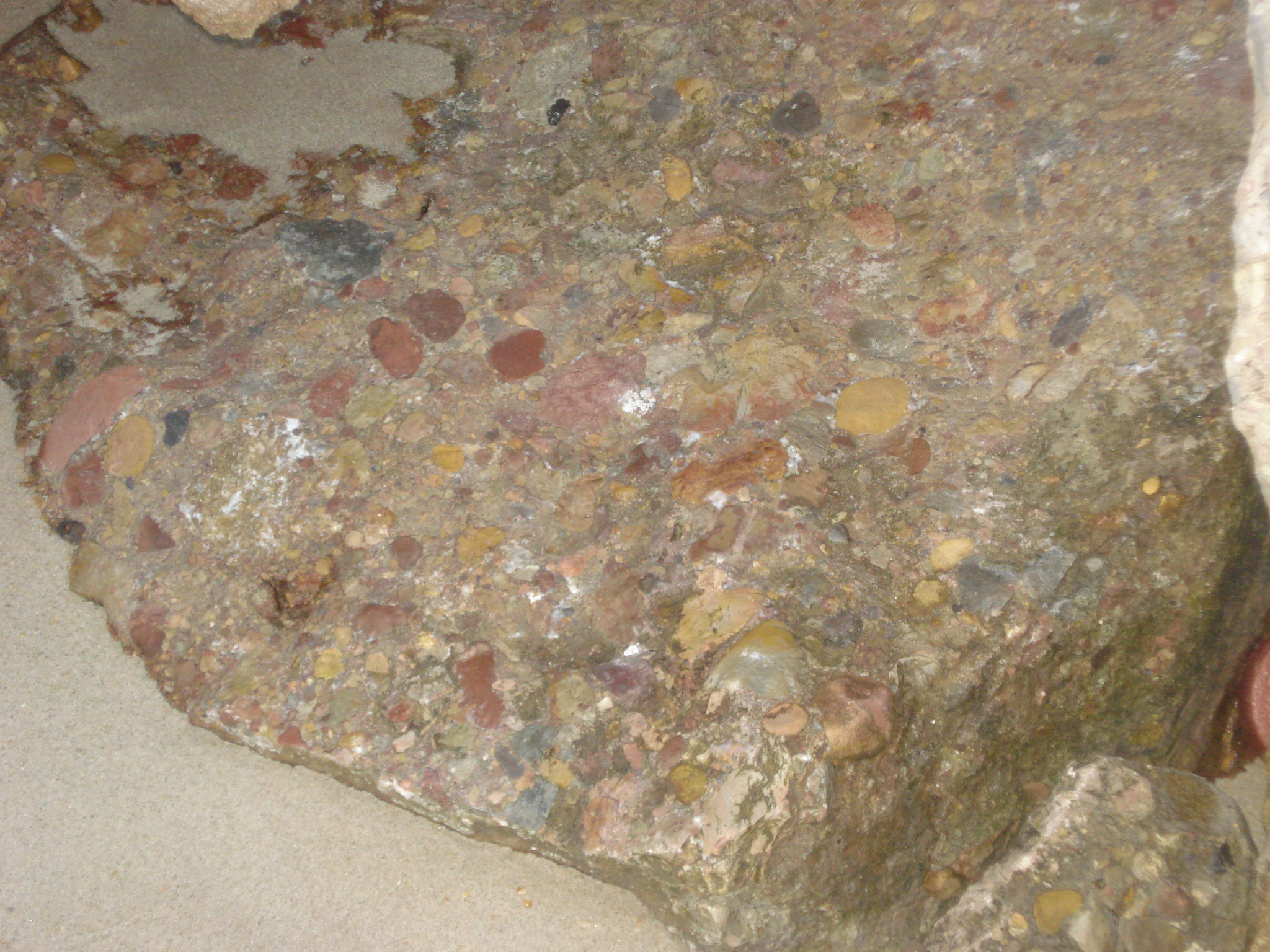
Brecha em estado bruto (Setúbal)